# 諾韋 (阿赫特爾卡區)
50°23′51″N 34°48′23″E / 50.39750°N 34.80639°E
諾韋（烏克蘭語：Нове）是位於烏克蘭東北部的村莊，由蘇梅州奥赫蒂尔卡区的丘帕希夫卡市鎮負責管轄。該村處於奧列什尼亞河右岸，海拔高度114米，2001年該村落人口48。